# دون عمر
دون عمر (ولد وليام عمر لاندرون ريفيرا؛ 10 فبراير 1978)، هو من بورتوريكو وهو مغني لنوع ريغيه تون وممثل. ويلقب في أنه في بعض الأحيان (El Rey) (بالإسبانية: "الملك").

## في وقت مبكر الحياة
عمر هو الابن الأصغر لوليام لاندرون ولوز أنطونيا ريفيرا. ولد وترعرع في ولاية كارولينا، بورتوريكو. منذ سن مبكرة، وقال انه أبدى اهتماما في الموسيقى وأثناء شبابه، أصبح عضوا نشطا في بروتستانتي بايامون حيث عرض في بعض الأحيان خطبة. ومع ذلك، بعد أربع سنوات، غادر الكنيسة لتكريس نفسه إلى الغناء.

## الحياة الشخصية
تزوج عمر الصحفية Jackie Guerrido في 18 أبريل 2008 حتى 2011 أنفصل عنها

## الخلافات والقضايا القانونية
في 18 سبتمبر 2007، كان دون عمر احتجز لفترة قصيرة في سانتا كروز دي لا سييرا، بوليفيا بسبب نزاع قانوني.في حفل موسيقي المتعهد البوليفي رفع دعوى عليه وبعض من إدارته ألغوا الحفل المقرر عقده في وقت سابق من ذلك العام في لاباز كجزء من جولة دولية عن قرب. Maderazo.أفرج عن الـ(دون عمر) في بوليفيا فيفير أمريكا  19 سبتمبر 2007 ،وفي 18 سبتمبر 2007 El Mercurio Online أعلنت المنظمة انه احتال عليها بـ 70,000 دولار أمريكي وذلك بسبب إلغائه لحفلة ورد أنه ألغى الحفل لأن الشركة لم تقدم تذاكر الجو في الوقت المناسب بعد عرض القضية أمام قاض محلي، وصلت الطرفين إلى اتفاق. سمح له مغادرة البلاد من أجل الامتثال مع ظهور مقررا من قبل في بوينس آيرس في الأرجنتين التلفزيون وعاد في اليوم التالي لعقد حفلته في سانتا كروز Tahuichi Aguilera ملعب كرة القدم.

## الأعمال

### الالبومات
| العام | الاسم                               |  | العام | الاسم                                      |
| ----- | ----------------------------------- |  | ----- | ------------------------------------------ |
| 2003  | الدون الأخير                        |  | 2004  | حياة الدون الأخير                          |
| 2005  | دون عمر يقدم:لوس باندوليروس         |  | 2005  | ذا هيتمان يقدم ريجاتون لاتينو              |
| 2006  | ملك الملوك: إصدار ارماجادون'        |  | 2006  | الدون الأخير: السلسلة الذهبية              |
| 2006  | دون عمر يقدم: لوس باندوليروس المكرر |  | 2007  | دون عمر يقدم: البنتاجونو                   |
| 2007  | حياة ملك الملوك                     |  | 2009  | انا الدون                                  |
| 2010  | مقابة الإيتام                       |  | 2012  | دون عمر يقدم مقابلة الإيتام:الإصدار الجديد |

### الأفلام
| العام | الاسم           | الدور       |
| ----- | --------------- | ----------- |
| 2009  | لوس باندوليروس  | ريكو سانتوس |
| 2009  | السرعة والغضب 4 | ريكو سانتوس |
| 2011  | السرعة الخامسة  | ريكو سانتوس |

## روابط خارجية
- دون عمر على موقع IMDb (الإنجليزية)
- دون عمر على موقع روتن توميتوز (الإنجليزية)
- دون عمر على موقع ميوزك برينز (الإنجليزية)
- دون عمر على موقع إن إن دي بي (الإنجليزية)
- دون عمر على موقع أول ميوزيك (الإنجليزية)
- دون عمر على موقع أول ميوزيك (الإنجليزية)
- دون عمر على موقع أول ميوزيك (الإنجليزية)
- دون عمر على موقع أول ميوزيك (الإنجليزية)
- دون عمر على موقع ديسكوغز (الإنجليزية)
- دون عمر على موقع ديسكوغز (الإنجليزية)
- Official website
- Official website for iDon album
- Official page at ماي سبيس
- Official page  على فيسبوك.at فيس بوك